# 郑泉
郑泉（？—？），字文渊，三国时期吴国人物，官至太中大夫。

## 生平
郑泉博学多才，志向与众不同，被孙权封为郎中。孙权曾对郑泉说：“你喜欢当众对我提不同意见，有时还很没礼貌，就不怕我生气吗？”郑泉回答：“臣听说上有贤明的君主，下面就有正直的大臣。现在朝廷上下能够畅所欲言，是因为大家都知道主公器量宏伟，所以不怕。”后来有一次开宴会，孙权故意吓唬郑泉，命令把郑泉押送到司法机关去治罪。郑泉被押出去的时候还不停回头看孙权。孙权叫把郑泉押回来，笑着说：“你不是不怕我生气吗？怎么还总是回头看我啊？”郑泉回答：“臣知道主公一向爱护臣下，肯定不会有性命之忧。快出门的时候被主公的威武所感动，忍不住想回头多看几眼。”
郑泉后来升任太中大夫。夷陵之战后，孫權收到劉備的求和信，於是奉孙权之命前往白帝城回访刘备，刘备问：“吴王为什么不回复我写给他的信？是觉得我称王益州名不正言不顺吗？”郑泉说：“曹操父子把自己凌驾于汉朝之上，终有一天要篡夺皇位。殿下贵为皇族，有责任保卫汉室。现在殿下不是亲自拿起武器讨伐曹操，而是急于自封为王，不符合天下人对殿下的期望。所以我的主公没有回信。”刘备十分羞愧。吴蜀二国最终又恢复了通信。

## 人物
郑泉生性好酒，闲居的时候常常对别人说：“希望得到五百船酒，在两头放上美酒，反复饮之，厌倦后再吃菜肴，酒一旦减少，就马上增加，这难道不快乐吗？”郑泉快死的时候，对志同道合的人说：“一定要把我葬在陶器工场旁边。百年之后尸身化成泥土，或许有幸被取材做成酒壶，没有比这更快乐的事了。”

## 註譯
1. ↑  《吳書》:权以为郎中。尝与之言：“卿好於众中面谏，或失礼敬，宁畏龙鳞乎？”对曰：“臣闻君明臣直，今值朝廷上下无讳，实恃洪恩，不畏龙鳞。”后侍宴，权乃怖之，使提出付有司促治罪。泉临出屡顾，权呼还，笑曰：“卿言不畏龙鳞，何以临出而顾乎？”对曰：“实侍恩覆，知无死忧，至当出閤，感惟威灵，不能不顾耳。”
2. ↑  《三国志·吴主传》：十二月，权使太中大夫郑泉聘刘备于白帝，始复通也。
3. ↑  《吳書》：郑泉字文渊，陈郡人。博学有奇志，而性嗜酒，其闲居每曰：“愿得美酒满五百斛船，以四时甘脆置两头，反覆没饮之，惫即住而啖肴膳。酒有斗升减，随即益之，不亦快乎！”
4. ↑  《吳書》：泉臨卒,謂同類曰:「必葬我陶家之側,庶百歲之後化而成土,幸見取爲酒壺,實獲我心矣。」